# Justus Dahinden

Justus Dahinden: Kirche Maria-Krönung, Zürich-Witikon (1965)

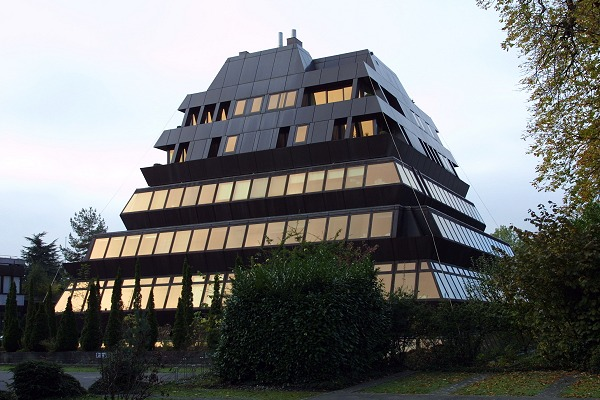
Justus Dahinden: Ferrohaus in Zurich (1970)

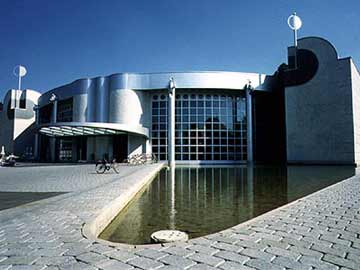
Justus Dahinden: Migros OM Supermarkt in Bern-Ostermundigen (1987)

Justus Dahinden (Zürich, 18 mei 1925 – Zürich, 11 april 2020) was een Zwitsers architect. 
Dahinden studeerde van 1945 tot 1949 aan de ETH Zürich, waar hij in 1956 promoveerde. In 1955 begon hij zijn eigen architectenbureau in Zürich. Hij was van 1974 tot 1995 hoogleraar architectuur aan de Technische Universiteit Wenen en had vanaf 1988 dezelfde functie aan de International Academy of Architecture (IAA) in Sofia.
Hij geldt als een van de belangrijkste vertegenwoordigers van de naoorlogse architectuur in zijn land. Zijn stelling dat bouwwerken een synthese dienen te zijn van structuur, vorm en geest is een begrip geworden wereldwijd. Zijn ontwerpen kenschetsen zich door een vloeiende vormgeving en divers materiaalgebruik.
Justus Dahinden overleed in 2020 op 94-jarige leeftijd.

## Toekenning
- 1981 Grand Prix d'Architecture 1981, CEA Cercle d'Ètudes Architecturales, Paris
- 1981 INTERARCH 81, World Triennial of Architcture, Sofia, Medal and Prize of the City of Nates for Habitat in Iran
- 1983 INTERARCH 83,World Triennial of Architcture, Competition HUMA 2000, Sofia, Medal and Prize of the National Committee of Peace of Bulgaria for the Project "Stadthügel" (Urban Mound")
- 1985 INTERARCH 85, World Triennial of Architcture, Sofia, Award for competition of projects and realizations, personal work
- 1989 INTERARCH 89, World Triennial of Architcture, Sofia, Award for the Biography "Justus Dahinden-Architektur-Architecture"